# NGC 4812
NGC 4812 (również PGC 44204) – galaktyka soczewkowata (S0), znajdująca się w gwiazdozbiorze Centaura. Odkrył ją John Herschel 8 czerwca 1834 roku.